# Most Tsing Ma
Most Tsing Ma (kitajsko:青馬大橋 ali Tsing Yi-Ma Wan - 'Veliki most')je dvonadstropni viseči most v Hongkongu. Je deveti najdaljši viseči most na svetu, v času otvoritve pa je bil drugi najdaljši. Most je bil poimenovan po dveh otokih, ki ležita na obeh koncih in sicer Tsing Yi in Ma Wan. Ima dve voziščni konstrukciji in nosi tako cestni kot železniški promet, zaradi česar je največji viseči most te vrste. Most ima glavni razpon 1377 metrov in višino 206 metrov. Razpon je največji izmed vseh mostov na svetu za železniški promet.
41 metrov široko vozišče ima šest prometnih pasov za avtomobilski promet, po tri pasove v vsaki smeri. Nižja raven vsebuje dva železniška tira in dve pomožni vozišči, ki se uporabljata za dostop za vzdrževanje in kot prometni pas pri posebej hudih tajfunih v Hongkongu, ko je zgornje vozišče zaprto za promet.

## Zgodovina
Most so zgradili skupaj Costain / Mitsui / Trafalgar House kot joint venture (skupni podjem). Gradbena dela na mostu so se začela maja 1992 in končala maja 1997. Stala so 7,2 milijarde HK $. Linija Lantau Link, katere most je sestavni del, je začela obratovati 27. aprila 1997. Most je odprla nekdanja britanska premierka Margaret Thatcher.

## Obratovanje
Most Tsing Ma povezuje otok Tsing Yi na vzhodu in otok Ma Wan na zahodu nad kanalom Ma Wan. To je del linije Lantau Link, ki je z dvema dolgima mostovoma povezana z novimi ozemlji in otokom Lantau, in na koncu vodi do mednarodnega letališča v Hongkongu na Chek Lap Kok preko avtoceste Severni Lantau. Druga mostova sta Kap Shui Mun, ki povezuje Ma Wan z otokom Lantau čez Kap Shui Mun in most Ting Kau, ki povezuje Tsing Yi  z novimi ozemlji čez kanal Rambler.
Most Tsing Ma predstavlja pomemben prehod na otok Lantau. Je del hitre ceste št. 8, ki povezuje Lantau Link, hitro cesto West Kowloon, Cheung Sha Wan in Shatin. Proga je del linije MTR Tung Chung Line in Airport Express. Atrakcija Noetova barka (krščanski tematski park) se nahaja tik ob mostu.
Most, skupaj z drugimi avtocestami, mostovi in predori na tem območju, so del Tsing Ma Control Area ki ga ureja Odlok (Cap. 498) v hongkonški zakonodaji. Kontrolno območje upravlja Tsing Ma Management Limited od odprtja. Sistem za upravljanje prometa na območju nadzora je razvila Delcan Corporation iz Toronta. Na tem območju se izvajajo posebna pravila in predpisi.
Skupaj z mostovoma Ting Kau in Kap Shui Mun,  mostove pozorno spremlja sistem Wind and Structural Health Monitoring System (WASHMS). Nadzorne kamere so nameščene tudi na mostu za snemanje prometnih razmer. Video je na voljo na vladni spletni strani in se  posodablja vsaki dve minuti.
Cestnina na liniji Lantau Link, katere del je most Tsing Ma, znaša za motorna kolesa, osebne avtomobile, javne dvonadstropne avtobuse in težka tovorna vozila, HK $ 20, $ 30, $ 60 in $ 80 in se zaračunava samo za smer proti vzhodu od Lantau do Tsing Yi. Normalna omejitev hitrosti na mostu je 80 kilometrov na uro, znižanje velja v primeru dela na cesti ali ob močnem vetru. Promet se lahko usmeri tudi na pomožna vozišča na spodnjem nivoju, kadar obstajajo zelo močni vetrovi. Pločnika na mostu ni.

## Oblikovanje
Most je sprojektiral Mott MacDonald.

### Testiranje v vetrovniku
Cilji študije v vetrovniku so potrebni za dokazovanje varnosti strukture v času gradnje in v obratovanju, tako v zvezi z aerodinamično stabilnostjo, kot tudi možnih učinkov ekstremnih hitrosti orkanskega vetra. Nadaljnji cilj je bil zagotoviti dinamične podatke o odzivu na nekaterih ključnih mestih, za primerjavo z vsemi podatki iz tekočega programa spremljanja stanja, ki ga izvaja Ministrstvo za ceste v Hongkongu.
Celoten model je bil preizkušen v različnih fazah gradnje v turbulentnem toku mejnih plasti, skupaj z lokalno topografijo na modelu pogojev vetra na mestu. Testi modela so ugotavljali kritične faze erekcije, kar je omogočilo prilagoditi urnih gradnje, da so se izognili sezoni tajfunov. Primerjava rezultatov testnega modela in spremljanje stanja bo pomagalo inženirjem, da bi bolje razumeli vedenje mostov dolgih razponov v vetru in za izboljšanje trenutne metode načrtovanja.

### Glavni deli

#### Temelji pilonov
En pilon se nahaja na Wok Tai Wan na strani Tsing Yi, drug na umetnem otoku 120 metrov od obale otoka Ma Wan. Oba pilona sta 206 metrov  nad morsko gladino in temeljena na razmeroma plitvi kamnini. Pilona sta iz dveh vertikalni stebrov v intervalihpovezana s prečkami. Noge so bile zgrajene z betona visoke trdnosti 50 MPa (beton razreda 50/20).

#### Sidrišča
Vlečno silo v glavnih kablih prevzamejo velika gravitacijska sidrišča, ki se nahajajo na obeh koncih mostu. So masivne betonske konstrukcije globoko vgrajene na skali na kopnem na otokih Tsing Yi in Ma Wan. Skupna teža betona, ki je bila uporabljena v Tsing Yi sidrišču je 200.000 ton, pri Ma Wan pa 250.000 ton betona.

#### Glavni kabli
Kabli so bili spleteni iz 70.000 pocinkanih žic premera 5,38-milimetra in prilagojene za oblikovanje dveh 1,1-metra premera glavnih kablov. Kabli iz pritrdišča tečejo skozi 500-tonsko litoželezno sedlo na vrhu vsakega pilona.

#### Voziščna konstrukcija
Jeklena struktura krova je bila narejena v Združenem kraljestvu in na Japonskem. Po izdelavi so bili deli nadalje obdelani in sestavljeni v Dongguanu na Kitajskem v standardne module. Skupaj je 96 modulov, vsak po 18 metrov dolg in približno 480 ton težak, sestavlja voziščno konstrukcijo. Ti moduli so bili montirani na mestu, s posebej izdelanimi dvigali in postavljeni v položaj vozišča s posebnim hidravličnim sistemom in obešeni na glavni kabel.

#### Pristop na strani Tsing Yi
Je podobne oblike in prečnega prereza kot na delu visečega mostu, vendar podprt s stebri namesto s kabli. Prva razpon je bil sestavljen na terenu in postavljen v položaj s pomočjo hidravlike. Nadaljnja gradnja je potekala kot konzolna gradnja, s pomočjo Derrick žerjavov nameščenih na ravni krova. Dilatacije, ki omogočajo maksimalno toplotno prevodnost ± 835 mm se nahajajo v notranjosti pristopnega razpona. Zasnovala jih je švicarska firma Mageba.

## Turizem
Most Tsing Ma je postal znamenitost. Na voljo je center za obiskovalce Lantau Link in razgledna ploščad, ki se nahaja na severozahodnem vogalu otoka Tsing Yi, v bližini mostu. Iz platforme je mogoče videti tudi mostova Ting Kau in Kap Shui Mun. Most je viden tudi iz letališča oziroma Airport Core Programme Exhibition Centre, ki se nahaja približno 2 km  severno od mostu.